# Psilogramma bartschereri
Psilogramma bartschereri là một loài bướm đêm thuộc họ Sphingidae. Loài này có ở Sri Lanka.